# Phlogiellus bicolor
Phlogiellus bicolor är en spindelart som beskrevs av Embrik Strand 1911. Phlogiellus bicolor ingår i släktet Phlogiellus och familjen fågelspindlar. Inga underarter finns listade i Catalogue of Life.